# Dieter Franciszek Giefing
Dieter Franciszek Giefing (ur. 28 listopada 1942 w Katowicach, zm. 11 czerwca 2022 w Poznaniu) – polski leśnik.

## Życiorys
Kształcenie leśne rozpoczął w Technikum Leśnym w Brynku, a w 1962 zaczął studia na Wydziale Leśnym Wyższej Szkoły Rolniczej w Poznaniu, ukończywszy je w 1967. W tym samym roku zatrudnił się w Nadleśnictwie Konstantynowo (roczny staż). W 1968 powrócił na WSR w Poznaniu i był tam asystentem i starszym asystentem. W 1975, po uzyskaniu stopnia doktora, został adiunktem w Katedrze Użytkowania Lasu WSR. Habilitował się w 1985 w zakresie użytkowania lasu. W 1996 otrzymał tytuł profesora, a w 2000 profesora zwyczajnego w Akademii Rolniczej w Poznaniu. W latach 1990–1993 był prodziekanem Wydziału Leśnego AR. W latach 2000–2006 był kierownikiem Katedry Użytkowania Lasu na tej uczelni.
Pochowany został na cmentarzu junikowskim w Poznaniu

## Zainteresowania
Główne zainteresowania to: kompleksowa analiza procesów technologicznych pozyskiwania drewna, zagadnienia jakości surowca drzewnego, leśne procesy degradacyjne, pozyskiwanie drewna z drzewostanów poklęskowych oraz tworzenie się drewna młodocianego w pniach i strzałach drzew.

## Publikacje i promocje
Opublikował ponad 250 prac, w tym 117 oryginalnych prac twórczych oraz dwie pozycje książkowe. Wypromował jedenastu doktorów. Opracował m.in. monografię Podkrzesywanie drewna w lesie, a także opracował zasady postępowania w drzewostanach poklęskowych w celu usunięcia skutków klęsk.

## Członkostwo i odznaczenia
Był członkiem Komitetu Nauk Leśnych PAN, Komisji Leśnictwa i Drzewnictwa PAN, Komisji Ergonomii PAN, Polskiego Towarzystwa Leśnego, Poznańskiego Towarzystwa Przyjaciół Nauk oraz Kuratorium für Waldarbeit und Forsttechnik. Był wieloletnim prezesem Oddziału Poznańskiego Polskiego Towarzystwa Ergonomicznego. Odznaczony Medalem KEN, Srebrnym i Złotym Krzyżem Zasługi (2003), Medalem Polskiego Towarzystwa Ergonomicznego, a także Srebrną oraz Złotą Odznaką Honorową Polskiego Towarzystwa Leśnego.